# Brémur-et-Vaurois
Brémur-et-Vaurois är en kommun i departementet Côte-d'Or i regionen Bourgogne-Franche-Comté i östra Frankrike. Kommunen ligger i kantonen Châtillon-sur-Seine som tillhör arrondissementet Montbard. År 2022 hade Brémur-et-Vaurois 44 invånare.

## Befolkningsutveckling
Antalet invånare i kommunen Brémur-et-Vaurois
Referens:INSEE